# Marco Frapporti
Marco Frapporti (Gavardo, 30 maart 1985) is een Italiaans wielrenner die reed voor Androni Giocattoli-Sidermec,Team Idea, Colnago-CSF Inox en Vini Zabù-KTM. Marco Frapporti viel vooral op door in de Ronde van Italië vaak in de vroege ontsnapping te zitten. Zijn jongere broer Mattia en zus Simona zijn ook wielrenners. Frapporti won bij de jeugd de Ronde van Lombardije.

## Belangrijkste overwinningen
2007
Ronde van Canavese
Piccolo Ronde van Lombardije
2009
2e etappe Ronde van de provincie Grosseto
2010
5e etappe Ronde van Groot-Brittannië
2011
1e etappe Brixia Tour
2013
4e etappe Route du Sud

## Resultaten in voornaamste wedstrijden
| Jaar | Ronde van Italië | Ronde van Frankrijk | Ronde van Spanje |
| ---- | ---------------- | ------------------- | ---------------- |
| 2010 | 138e             |                     |                  |
| 2011 | 132e             |                     |                  |
| 2012 |                  |                     |                  |
| 2013 |                  |                     |                  |
| 2014 | 108e             |                     |                  |
| 2015 | 98e              |                     |                  |
| 2016 |                  |                     |                  |
| 2017 |                  |                     |                  |
| 2018 | 119e             |                     |                  |
| 2019 | 81e              |                     |                  |
| 2020 | 108e             |                     |                  |
| 2021 |                  |                     |                  |

| Jaar | Milaan-San Remo | Ronde van Vlaanderen | Amstel Gold Race | Ronde van Lombardije |
| ---- | --------------- | -------------------- | ---------------- | -------------------- |
| 2010 | 117e            |                      |                  | opgave               |
| 2011 | 58e             |                      |                  |                      |
| 2012 |                 |                      |                  |                      |
| 2013 |                 |                      |                  | opgave               |
| 2014 | opgave          |                      | 120e             |                      |
| 2015 | opgave          | opgave               |                  | 51e                  |
| 2016 | 83e             |                      |                  |                      |
| 2017 | 102e            |                      |                  | opgave               |
| 2018 |                 |                      |                  | opgave               |
| 2019 | 125e            |                      |                  |                      |
| 2020 | 134e            |                      |                  | opgave               |
| 2021 |                 |                      |                  | opgave               |

## Ploegen
- 2008 –  CSF Group Navigare
- 2009 –  CSF Group-Navigare
- 2010 –  Colnago-CSF Inox
- 2011 –  Colnago-CSF Inox
- 2012 –  Team Idea
- 2013 –  Androni Giocattoli-Venezuela
- 2014 –  Androni Giocattoli-Venezuela
- 2015 –  Androni Giocattoli-Sidermec[1]
- 2016 –  Androni Giocattoli-Sidermec
- 2017 –  Androni-Sidermec-Bottecchia
- 2018 –  Androni Giocattoli-Sidermec
- 2019 –  Androni Giocattoli-Sidermec
- 2020 –  Vini Zabù-KTM
- 2021 –  Vini Zabù

Barla · Bisolti · Boifava · Busato · Cominelli · De Maria · Dodi · Frapporti · Karimov · Palini · Ratti · Gadda (stagiair) · Spreafico (stagiair)
Appollonio · Bandiera · Benfatto · Chicchi · Dall'Antonia · Ebsen · Frapporti · Gálviz · Gatto · Giménez · Godoy · Nardin · Padour · Pellizotti · Rodríguez · Sella · Stortoni · Taborre · Taliani · Tvetcov · Zilioli · Zordan · Barbero (stagiair) · Viel (stagiair) · Viola (stagiair)
Bandiera · Benfatto · Bernal · Cecchinel · Chicchi · Dall'Antonia · Frapporti · Gavazzi · Nardin · Pacioni · Pellizotti · Ratto · Selvaggi · Taliani · Torres · Țvetcov · Viganò · Bonusi (stagiair) · De Marchi (stagiair) · Gasparrini (stagiair)
Ballerini · Benfatto · Bernal · Bonusi · Cattaneo · D'Urbano · Mar. Frapporti · Mat. Frapporti · Gavazzi · Malucelli · Masnada · Pacioni · Palini · Rivera · Sosa · Spreafico · Taliani · Torres · Vendrame
Ballerini · Belletti · Benfatto · Bisolti · Bonusi · Cattaneo · Chirico · Mar. Frapporti · Mat. Frapporti · Gavazzi · Malucelli · Masnada · Rivera · Sosa · Spreafico · Torres · Vendrame · Lizde (stagiair) · Viel (stagiair)
Belletti · Benfatto · Bisolti · Busato · Cardona · Cattaneo · Fedrigo · Flórez · Mar. Frapporti · Mat. Frapporti · Gavazzi · Masnada · Montaguti · Muñoz · Pelucchi · Rivera · Rumac · Spreafico · Vendrame · Viel · Bais (stagiair) · Ravanelli (stagiair) · Venchiarutti (stagiair)
Bartolozzi · Bertazzo · M. Bevilacqua · S. Bevilacqua · De Bonis · Di Renzo · Frapporti · González · Gradek · Iacchi · Mareczko · Orrico · Pearson · Petelin · Schneiter · Stacchiotti · Stojnić · Tortomasi · van Elzakker · van Empel · Zardini · Ferri (stagiair) · Masotto (stagiair) · Tosin (stagiair)